# Jean-Émile Roger
Pour les articles homonymes, voir Roger.
Jean-Émile Roger (3 février 1831, Rouffignac - 16 décembre 1907, Rouffignac), est un homme politique français.

## Biographie
Il étudia le droit et s'inscrivit au barreau de Sarlat. Devenu chef du contentieux au chemin de fer d'Orléans, il se fit élire conseiller général de la Dordogne pour le canton de Montignac, mais échoue aux élections législatives de 1869 et de 1871. Il devient finalement député en 1880 dans la 1re circonscription de Sarlat. Il siégea à gauche, dans les rangs des modérés indépendants. Réélu, le 21 août 1881, il opina comme précédemment, avec le groupe de la gauche républicaine, appartint à la commission du budget, fut rapporteur du budget de l'agriculture, et se prononça pour la politique du ministère Ferry. 
Le 6 janvier 1885, il quitta le palais Bourbon pour le Luxembourg, ayant été élu sénateur de la Dordogne. Il vota avec la majorité sénatoriale, fut absent par congé lors du scrutin sur l'expulsion des princes, soutint les divers ministères de la législature, se prononça, en dernier lieu, pour le rétablissement du scrutin d'arrondissement (13 février 1889), pour le projet de loi Lisbonne restrictif de la liberté de la presse, et s'abstint sur la procédure de la haute cour contre le général Boulanger. 
Membre de la commission de l'armée et de la commission des finances, il rapporte pendant 8 ans le budget du ministère de la Guerre ainsi que divers projets de loi d'ordre militaire : crédits pour le casernement de la cavalerie à Paris et pour les vivres et fourrages, vente d'immeubles militaires désaffectés, réorganisation des établissements militaires en Algérie, aliénation des hôpitaux militaires du Gros-Caillou et de Saint-Martin, ouverture de crédits pour la création de six brigades de gendarmerie en Algérie. La chose militaire n'était du reste pas son seul centre d'intérêt : il intervint sur la responsabilité des accidents du travail et il fut nommé, en 1893, président de la commission relative aux caisses de secours des ouvriers mineurs. 
Toutefois, à partir de sa réelection en 1894, son activité décroît alors considérablement : il prit part, cette année-là, comme président de la commission spéciale, à la discussion du projet de loi sur les conseils de prud'hommes et présenta un avis de la commission des finances sur un projet de loi autorisant la formation de deux régiments de cavalerie puis il fut nommé, en 1896, président d'une commission spéciale chargée d'examiner le projet de loi autorisant la caisse d'assurances, en cas de décès, à faire des assurances mixtes.
Mais il devait, les années suivantes, multiplier les demandes de congé pour raisons de santé jusqu'au moment où celles-ci le contraignirent, le 4 juillet 1901, à offrir sa démission.

## Sources
- « Jean-Émile Roger », dans Adolphe Robert et Gaston Cougny, Dictionnaire des parlementaires français, Edgar Bourloton, 1889-1891 [détail de l’édition]
- « Jean-Émile Roger », dans le Dictionnaire des parlementaires français (1889-1940), sous la direction de Jean Jolly, PUF, 1960 [détail de l’édition]